# Brouwerij Felix
Brouwerij Felix is een voormalige brouwerij in de Oost-Vlaamse stad Oudenaarde. Zij was sinds de 18e eeuw gevestigd in de Krekelput en bleef er actief tot 2003, meteen de laatste brouwerij in het centrum van de stad. In 1952 werd de familie Clarysse eigenaar van het bedrijf, de bedrijfsnaam veranderde maar het bier Felix bleef bestaan. Brouwerij Clarisse evolueerde naar een bierhandel en vestigde zich buiten het centrum van de stad.
Ze brengen een aantal bieren op de markt die gebrouwen worden bij Brouwerij Verhaeghe in Vichte.

## Bieren
- Felix Speciaal Oudenaards, een roodbruin bier
- Felix Kriek Oud Bruin
- Felix Kriekbier
- Felix Oud Bruin